# Гуидо II да Монтефелтро
Гуидо II да Монтефелтро, нар. Новело (на италиански: Guido II da Montefeltro Novello; */† XIV век) от рода Да Монтефелтро е кондотиер и политик, граф на Урбино (1324 – 1360).

## Произход
Той е син на Федерико I да Монтефелтро (* XIII век, † 1322), политик, кондотиер, капитан на народа, граф на Урбино, подест на Пиза, подест на Арецо, генерален капитан на италианските контнгенти на имперската армия, и на неизвестна жена. По бащина линиия е внук на Гуидо да Монтефелтро Стари, един от най-известните кондотиери на своето време и един от най-важните лидери на проимперската партия на гибелините в Романя, политик, граф на Урбино и граф на Монтефелтро, и на Манентеса ди Джаджоло. Има поне седем братя, сред които:
- Нолфо (* 1295, † 1361/1363), господар (граф) на Урбино, подест на Фабриано, капитан на папската армия, граф на Монтефелтро и Урбино, господар на Сан Марино, капитан на град Пиза и генерал-капитан на армията му, генерал-капитан на армията на Венеция, имперски викарий на Графство Урбино, генерал-капитан на армията на Милано, господар (с титлата губернатор и консерватор) на Кали, вечен папски викарий на Урбино, Сан Лео (Монтефелтро) и Кали, подест на Сиена, генерал-капитан на армията й, съпруг на Маргерита Габриели;
- Галасо (* 1296, † 1350), възстановява властта над Урбино
- Уголино († 1363), епископ на Фосомброне
- Енрико, губернатор на Кали заедно с брат си Фелтрино, съпруг на Армелина Орделафи;
- Фелтрино, губернатор на Кали заедно с брат си Енрико; вечен викарий на Кали, съпруг на Чида (нар. Чидола) Маласпина;
- Франческо
- Николо (* 1319, † 1367), кондотиер, капитан на армията на господаря на Форли, господар на крепостта Монте Леоне, капитан на папската армия, капитан на армията на Флоренция, капитан на армията на Комуна Перуджа, генерал-капитан на папската армия, капитан на наемническата дружина, съпруг на Аниезе да Монтефелтро.

## Биография
След убийството на баща си през 1322 г. се укрива в Губио и се завръща в Урбино едва през 1323 г. заедно с брат си Нолфо, след две години папски контрол. През 1341 г. служи на флорентинците срещу Лука .

## Брак и потомство
∞ за Джентиле Бранкалеони, от която няма деца.